# Magdalena Kopp
Magdalena Cäcilia Kopp  (Neu-Ulm, 1948 - Frankfurt, 15 de junho de 2015) foi uma fotógrafa e ex-terrorista alemã, integrante da Fração do Exército Vermelho (em alemão: Rote Armee Fraktion - RAF), mais conhecida como Grupo Baader-Meinhof, e das Células Revolucionárias Alemãs (RZ),  organizações de extrema-esquerda. Foi por muitos anos a companheira do terrorista venezuelano Carlos, o Chacal, fase da vida sobre a qual escreveu o livro Os Anos de Terror:Minha Vida ao Lado de Carlos.